# Appaleptoneta
Appaleptoneta is een geslacht van spinnen uit de  familie van de Leptonetidae.

## Soorten
- Appaleptoneta barrowsi (Gertsch, 1974)
- Appaleptoneta coma (Barrows, 1940)
- Appaleptoneta credula (Gertsch, 1974)
- Appaleptoneta fiskei (Gertsch, 1974)
- Appaleptoneta gertschi (Barrows, 1940)
- Appaleptoneta jonesi (Gertsch, 1974)
- Appaleptoneta silvicultrix (Crosby & Bishop, 1925)